# Lentigos mucosos
Os lentigos mucosos são uma condição cutânea caracterizada por máculas marrom-claras nas superfícies mucosas.:686